# Knižní edice
Knižní edice, nebo též nakladatelská edice, je řada (série) knih, kterou nakladatel spojil jednotnou grafickou úpravou a která má další společné rysy, např. podobné žánrové zařazení nebo shodnou tematiku. Jedná se o samostatná díla, která spojuje název edice, někdy též logo. Svazky bývají v rámci edice číslovány a mohou vycházet po neomezenou dobu. Nakladatelé používali také názvy řada, knižnice nebo knihovna. Edice mohou být dále členěny na podřady. První edice se objevily již v 17. století: nizozemský nakladatel Elsevier vydával edice řeckých a římských klasiků a také vydal 35 svazků Malých republik věnovaných různým státům.
Nakladatelské edice pomáhají čtenářům v orientaci na knižním trhu. Podle edice mohou například odhadnout kvalitu knih, žánrové zaměření apod. Pro nakladatelství mohou být edice způsobem profilování na trhu a také zdrojem trvalého příjmu, protože edice mohou u čtenářů způsobovat sběratelský efekt.

## Některé edice českých nakladatelství
Čeští nakladatelé založili řadu edic již ve 2. polovině 19. století. Nejaktivnějším byl v tomto směru asi Jan Otto ( Laciná knihovna národní, Salónní bibliotéka, Ruská knihovna, Anglická knihovna, Světová knihovna, Knihovna besed lidu, Politická knihovna). Dalšími byli např. J.R. Vílímek, František Topič či Jan Laichter.

### Edice a jejich nakladatelé v období po roce 1945
- 13 – Mladá fronta (1967–1992), 197 svazků.
- 3×… – Odeon (1963–1994), 50 svazků.
- Archiv – Mladá fronta (1970–2004), 86 svazků.
- Čtení na dovolenou – multižánrová edice (především detektivky a humoristické romány) nakladatelství Odeon[3] (1968–1992), pravděpodobně 123 svazků.[4]
- CO-JAK-PROČ – Fraus, edice populárně-naučných knih pro děti a mládež, přes 50 svazků.
- Dějiny států – Nakladatelství Lidové noviny (1994–dosud).
- Eso (Edice statečnosti a odvahy) – Naše vojsko (1968–1993), 124 svazků.
- Expedice – strojopisná edice.
- Kamarád – Práce (1974–1993), pravděpodobně 221 svazků.
- Karavana – Albatros Brožovaná Karavana (1958–1967, 42 svazků), sešitová edice dobrodružné literatury (1967–1992, 246 svazků), malá brožovaná řada (1999–2007, 13svazků).
- Kdo je – Orbis (1946–1949), 150 svazků.
- Knihy dobrých autorů – Kamilla Neumannová.
- Knihy odvahy a dobrodružství – Albatros.
- Klíč (Knihovna lidové četby) – Československý spisovatel (1961–1991), 246 svazků., č. 1–248, sv. 241–243, 246 nevyšly, 2 svazky nečíslované + 27 prémiových.
- Květy poezie – Mladá fronta (1958–2009), 241 svazků.
- Kolumbus – Mladá fronta (1960–dosud).
- Máj – Mladá fronta (1961–1991), celkem 558 svazků, z toho v MF přibližně 250 svazků včetně prémiových, dále se podílely Naše vojsko, Smena, Svět sovětů (později Lidové nakladatelství) a Šport.
- OKO – Albatros (1961–dosud), do konce roku 2012 celkem 95 svazků.
- Omnia – multižánrová edice nakladatelství Svoboda[5] (1967–1996/1997), více než 300 svazků.[6]
- Perličky – LIBREX.
- Smaragd – edice nakladatelství Mladá fronta, zaměřená na detektivní a krimi literaturu (1958–1993). Nejméně 132 číslovaných svazků. a jeden označený jako „zvláštní svazek“.[7]
- Spirála – Československý spisovatel (1964–1995), 225 svazků.
- Statečná srdce – Růže (1969–1971), 22 svazků., obnovena 1990, 1 svazek.
- Světová četba – Svoboda, Odeon (1948–1952 v nakladatelství Svoboda sv. 1–56, v Odeonu 1953–1992, 521 svazků., č. 57–571, 574–579, navíc 2 jubilejní svazky, 1997–1998 5 nečíslovaných svazků., 2000–2001 4 svazky, čísla 580–583).
- Zodiak – Svatopluk Klír.
- Živá minulost – Naše vojsko (1946–1989), 101 svazků.

Pozoruhodná je samizdatová edice Petlice, kterou v roce 1972 založil Ludvík Vaculík. Do roku 1990 v ní bylo vydáno strojopisně téměř 400 děl autorů, kteří v Československu nesměli publikovat.